# Пысин, Николай Васильевич
Николай Васильевич Пысин (1917—1975) — советский лётчик штурмовой авиации ВВС Военно-Морского флота в годы Великой Отечественной войны. Герой Советского Союза (19.08.1944). Гвардии подполковник (9.09.1965).

## Биография
Николай Васильевич Пысин родился 6 (19) декабря 1917 года в деревне Серёжино (ныне несуществует) Боровского уезда Калужской губернии РСФСР в крестьянской семье. Русский. Образование семь классов. Сразу после окончания неполной средней школы в 1932 году Николай Васильевич уехал в Москву. Окончил школу фабрично-заводского ученичества. Работал токарем на московском авиаремонтном заводе, затем на 34-м авиационном заводе. Без отрыва от производства занимался в Центральном аэроклубе имени В. П. Чкалова, обучение в котором завершил в 1937 году. С января 1938 года учился в Школе морских лётчиков Главного управления Северного морского пути (г. Николаев). 
В военно-морском флоте Н. В. Пысин с ноября 1938 года. Сначала учился в Военно-морском авиационном училище имени С. А. Леваневского в городе Николаеве, после окончаний первого курса переведён в Ейск, где в 1940 году окончил Военно-морское авиационное училище имени Сталина. До лета 1943 года служил в 16-й отдельной разведывательной авиационной эскадрилье ВВС Тихоокеанского флота. 
На фронтах Великой Отечественной войны лейтенант Н. В. Пысин с августа 1943 года в должности командира звена 1-й эскадрильи 8-го гвардейского штурмового авиационного полка 11-й штурмовой авиационной дивизии ВВС Черноморского флота. Воевал на штурмовике Ил-2. Боевое крещение принял в битве за Кавказ в небе над Кубанью. Уже к 20 сентября 1943 года Николай Васильевич совершил 19 боевых вылетов, в том числе 6 ночных, на уничтожение плавсредств противника в Керченском проливе и портах Таманского полуострова, на штурмовку укреплённых позиций на линии обороны «Готенкопф» и переднего края на подступах к Новороссийску и Анапе. В одном из первых вылетов при атаке на порт Темрюк Ил-2 гвардии лейтенанта Н. В. Пысина был подбит зенитной артиллерией неприятеля. Николай Васильевич с трудом посадил самолёт на воду недалеко от берега и до темноты прятался в плавнях. Ночью по болотам он вышел на линию фронта. Здесь обессилевшего лётчика подобрали советские пехотинцы, которые доставили его в санчасть. На следующий день Николай Васильевич уже вновь был за штурвалом самолёта. Во время боёв за город Новороссийск он неоднократно демонстрировал образцы мужества и отваги. При штурмовках войск противника после нанесения ракетно-бомбовых ударов он делал по 5-6 заходов на цель, и снижаясь до 100 метров, практически в упор расстреливал вражескую живую силу и технику. Во время боёв за Новороссийск штурмовик Пысина вновь был сбит, и Николаю Васильевичу пришлось прыгать с парашютом, но едва вернувшись в часть, он вновь вылетел на боевое задание. За короткий промежуток времени на его счету уже было два потопленных в составе группы плавсредства неприятеля. Кроме того, Николай Васильевич лично уничтожил 3 огневых точки, взорвал склад с боеприпасами, создал 4 крупных очага пожара и истребил до 85 военнослужащих вермахта. Зарекомендовав себя настоящим мастером штурмовых ударов, отважным и тактически грамотным лётчиком, Н. В. Пысин к октябрю 1943 года уже был заместителем командира 2-й эскадрильи полка, а в ноябре 1943 года был произведён в гвардии старшие лейтенанты и был назначен командиром эскадрильи.
С конца октября 1943 года гвардии старший лейтенант Н. В. Пысин участвовал в боях за освобождение Крыма. Будучи ведущим групп Ил-2, он атаковал плавсредства противника на морских коммуникациях и в портах Камыш-Бурун, Феодосия, Киик-Атлама, Алушта и Судак, прикрывал десант в районе Эльтигена, поддерживал наступление войск Отдельной Приморской Армии в ходе Крымской операции, участвовал в освобождении Керчи и Феодосии. Николай Васильевич одним из первых в полку освоил метод топмачтового бомбометания и активно учил этому лётный состав своей эскадрильи. За короткое время эффективность боевой работы эскадрильи существенно возросла. В период с ноября 1943 года по конец апреля 1944 года 2-я эскадрилья 8-го гвардейского штурмового полка под руководством гвардии старшего лейтенанта Н. В. Пысина одержала немало громких побед. 28 ноября 1943 года шестёрка штурмовиков, ведомая Пысиным, атаковала рейд порта Камыш-Бурун и несмотря на плотный заградительный огонь зенитной артиллерии и противодействие вражеских истребителей потопила одну быстроходную десантную баржу с войсками и одну сильно повредила. 6 декабря 1943 года 6 Ил-2 под командованием Николая Васильевича штурмовали колонну немецких танков и пехоты, следовавшую к Эльтигену, одновременно отбивая атаки четырёх истребителей Ме-109. Гвардейцы Пысина уничтожили 2 танка и более 70 немецких солдат и без потерь вернулись на базу. 25 января 1944 года группа штурмовиков, ведомая Пысиным, способствовала отражению контратаки немцев в районе горы Митридат, уничтожив ракетно-бомбовым ударом 2 танка, 4 автомашины с боеприпасами и военным имуществом и до 40 военнослужащих вермахта. 13 апреля 1944 года, командуя группой в количестве 16 штурмовиков Ил-2, гвардии старший лейтенант В. Н. Пысин атаковал плавсредства противника в порту Судак. В результате удара были потоплены 2 десантные баржи и ещё 2 сильно повреждены. Лично командир группы прямым попаданием авиабомбы ФАБ-100 отправил на дно одну баржу. Всего к 29 апреля 1944 года 2-я эскадрилья Н. В. Пысина произвела 254 боевых самолётовылета, в ходе которых было уничтожено 5 быстроходных десантных барж, 2 торпедных катера, 4 танка, 12 автомашин с пехотой и грузами, 8 полевых орудий и до 600 вражеских солдат и офицеров. Один из самых памятных вылетов Николай Васильевич совершил 30 апреля 1944 года. По сведениям разведки в этот день под прикрытием тумана из Казачьей бухты вышел большой караван десантных барж с войсками. Несколько групп штурмовиков были направлены на его уничтожение, но из-за плохой погоды и низкой облачности только группе Пысина удалось выйти на цель. В результате атаки четвёрки Пысина прямым попаданием была уничтожена одна баржа и ещё два плавсредства получили серьёзные повреждения. Но особенно эскадрилья гвардии старшего лейтенанта Н. В. Пысина отличилась во время боёв за город Севастополь и ликвидации остатков немецко-фашистских войск на мысе Херсонес.
Потерпев сокрушительное поражение в Крыму, немецко-фашистские войска отошли в Севастополь. Пытаясь спасти остатки своей разбитой 17-й армии, немецкое командование направило на их эвакуацию все имевшиеся в его распоряжении плавсредства. Советская морская авиация вела настоящую охоту за транспортами противника. Только эскадрилья гвардии старшего лейтенанта в это время совершила 192 боевых вылета, при этом потопив 5 транспортов общим водоизмещением до 14500 тонн, 4 быстроходные десантные баржи, 2 сторожевых корабля, 2 торпедных катера и 3 самоходных парома типа «Зибель». Гвардии старший лейтенант Н. В. Пысин за тот же период произвёл более 15 боевых вылетов, пустив на дно 4 транспорта и 3 самоходных понтона с войсками. Одним из самых результативных оказался боевой вылет 11 мая 1944 года. Группа из 12 Ил-2, ведомая Н. В. Пысиным, атаковала вражеский караван недалеко от Севастополя. Николай Васильевич наметил целью самый крупный из транспортов водоизмещением около 4500 тонн. Атака была дерзкой и смелой: с пикирования Пысин сбросил на цель 4 авиабомбы ФАБ-100 с высоты всего 100 метров. В результате прямых попаданий транспорт через несколько минут затонул. Другие лётчики группы в это время потопили десантную баржу и повредили два транспорта, которые позднее были уничтожены другой группой.
15 мая 1944 года командир 8-го гвардейского штурмового авиационного полка гвардии подполковник Н. В. Челноков представил гвардии старшего лейтенанта Н. В. Пысина к званию Героя Советского Союза. Наградной лист ушёл на согласование в штаб Черноморского фронта, однако 19 мая 11-я штурмовая авиационная дивизия, в состав которой входил полк, получила приказ о передислокации на Балтику. Наградной лист, по всей видимости, затерялся, и 28 июня 1944 года командир полка представил Н. В. Пысина к высокому званию вторично за 76 боевых вылетов. К этому времени Николай Васильевич уже стал гвардии капитаном и успел совершить после последнего представления к награде 12 боевых вылетов на штурмовку финских укреплений на Карельском перешейке и уничтожение вражеских плавсредств в Финском заливе. За период с 10 по 22 июня он пустил на дно два транспорта общим водоизмещением 4000 тонн и минный тральщик. За образцовое выполнение боевых заданий командования на фронте борьбы с немецкими захватчиками и проявленные при этом отвагу и геройство указом Президиума Верховного Совета СССР от 19 августа 1944 года гвардии капитану Пысину Николаю Васильевичу было присвоено звание Героя Советского Союза.
После разгрома финских войск в Карелии 11-я штурмовая авиационная дивизия ВВС Краснознамённого Балтийского флота активно включилась в Прибалтийскую стратегическую операцию. Гвардии капитан В. Н. Пысин сражался на территории Эстонии, Латвии и Литвы, в составе своего подразделения освобождал город Таллин, штурмовал Мемель. Затем участвовал в блокаде немецкой группы армий «Курляндия». 20 февраля 1945 года самолёт В. Н. Пысина был сбит в районе станции Падоне. Пысин пытался совершить вынужденную посадку, но от жёсткого удара о землю сдетонировали авиабомбы, и его выбросило из самолёта. Сильно контуженного лётчика подобрали немецкие солдаты. Единственное, что успел сделать Николай Васильевич до пленения — это оторвать Звезду Героя от плашки и сунуть её в рот. Два с небольшим месяца Пысин находился в плену и всё это время прятал награду в ротовой полости. Сначала Николая Васильевича поместили в лагерь для военнопленных лётчиков в замок Гроссмеергофен близ Нойбранденбурга. Здесь его немного подлечили, после чего перевели в шталаг-XIIIБ в городке Вайден. На Родине он считался пропавшим без вести. 23 апреля 1945 года концлагерь был освобождён частями 90-й пехотной дивизии США, и Н. В. Пысин скоро смог вернуться в свой полк, где его считали погибшим. К этому времени советские войска завершили разгром земландской группировки противника, и лётный состав 8-го гвардейского штурмового авиационного полка к боевой работе практически не привлекался.
Всего за годы войны выполнил 108 боевых вылетов.
После окончания Великой Отечественной войны Н. В. Пысин до ноября 1945 года лечился в госпитале, затем служил в ВВС Балтийского флота. В ноябре 1948 года в звании майора уволен в запас. 
Жил в Москве. Работал пилотом в Гражданском воздушном флоте во Внуково. Летал на самолётах Ил-14, Ил-18 и Ту-114. Скончался 28 октября 1975 года. Похоронен на Новом Донском кладбище столицы.

## Список известных личных побед Н. В. Пысина
Воздушные победы:
| № | Дата       | Тип самолёта         | Место боя   |
| - | ---------- | -------------------- | ----------- |
| 1 | 10.05.1944 | Blohm & Voss BV 138  | Севастополь |
| 2 | 12.05.1944 | Messerschmitt Bf.109 | Севастополь |

Морские победы:
| №  | Дата       | Тип плавсредства                        | Район атаки                          |
| -- | ---------- | --------------------------------------- | ------------------------------------ |
| 1  | 04.01.1944 | быстроходная десантная баржа            | порт Феодосии                        |
| 2  | 15.02.1944 | торпедный катер                         | порт Киик-Атлама                     |
| 3  | 03.03.1944 | торпедный катер                         | порт Киик-Атлама                     |
| 4  | 03.04.1944 | быстроходная десантная баржа            | севернее бухты Казачья (Севастополь) |
| 5  | 06.05.1944 | транспорт водоизмещением 3000-3500 тонн | район Севастополя                    |
| 6  | 10.05.1944 | самоходный понтон типа «Зибель»         | район Севастополя                    |
| 7  | 10.05.1944 | самоходный понтон типа «Зибель»         | район Севастополя                    |
| 8  | 10.05.1944 | самоходный понтон типа «Зибель»         | район Севастополя                    |
| 9  | 10.05.1944 | транспорт водоизмещением 3500 тонн      | район Севастополя                    |
| 10 | 11.05.1944 | транспорт водоизмещением 4000-4500 тонн | район Севастополя                    |
| 11 | 12.05.1944 | транспорт водоизмещением 2500 тонн      | район Севастополя                    |
| 12 | 20.06.1944 | минный тральщик                         | остров Питкопаса                     |
| 13 | 20.06.1944 | транспорт водоизмещением 1500 тонн      | остров Питкопаса                     |
| 14 | 21.06.1944 | транспорт водоизмещением 2000—2500 тонн | остров Тиурин-Сари                   |

## Семья
Мать — Мария Гавриловна Пысина; проживала в Москве-55, Тихвинская улица, 3, кв. 6.
Жена — Нина Михайловна Пысина.

## Награды
- Медаль «Золотая Звезда» (19.08.1944);
- орден Ленина (19.08.1944);
- три ордена Красного Знамени (03.10.1943; 18.07.1944; ?);
- орден Александра Невского (29.04.1944);
- орден Отечественной войны 1-й степени (11.02.1944);
- орден Красной Звезды;
- медали, в том числе:
- медаль «За боевые заслуги» (20.06.1949)
  - медаль «За оборону Кавказа».

## Документы
- Общедоступный электронный банк документов «Подвиг Народа в Великой Отечественной войне 1941—1945 гг.» Дата обращения: 19 августа 2013. Архивировано из оригинала 13 марта 2012 года.

Представление к званию Героя Советского Союза от 15.05.1944.
Представление к званию Героя Советского Союза от 28.06.1944.
Орден Красного Знамени (наградной лист и приказ о награждении от 03.10.1943).
Орден Красного Знамени (наградной лист и приказ о награждении от 18.07.1944).
Орден Александра Невского (наградной лист и приказ о награждении).
Орден Отечественной войны 1-й степени (наградной лист и приказ о награждении).
- Обобщённый банк данных «Мемориал». Дата обращения: 19 августа 2013. Архивировано из оригинала 10 мая 2012 года.

Картотека безвозвратных потерь. Лицевая сторона.
ЦВМА, Картотека безвозвратных потерь. Оборотная сторона.
ЦВМА, ф. 864, оп. 1, д. 1366.
ЦВМА, ф. 12, оп. 5, д. 281.
ЦВМА, ф. 12, оп. 5, д. 282.
ЦВМА, ф. 1787, оп. 2, д. 267.